# Stohastic
Stohastic, sau stocastic se referă la fenomene care se produc întâmplător. În matematică, termenul se folosește la calculul probabilităților (aplicarea calculului probabilităților la rezultatele obținute statistic). Variabilă stohastică = variabilă probabilistă. Termenul este originar din lb. greacă - stokhastikos = conjectural, presupus.